# Sora yori mo Tooi Basho
Sora yori mo Tooi Basho (宇宙よりも遠い場所, Um lugar além do universo) é uma série de anime original produzida pelo estúdio Madhouse. A série é dirigida por Atsuko Ishizuka, escrita por Jukki Hanada e apresenta desenhos de personagens de Takahiro Yoshimatsu. Foi ao ar no Japão entre janeiro e março de 2018 e foi coproduzido e distribuído internacionalmente pela Crunchyroll.

## Recepção
Em 2019, a Crunchyroll incluiu o anime em sua lista dos "25 melhores animes de 2010", descrevendo-o como uma "série sincera sobre perseguir sonhos, aprender a romper limites auto-impostos e viver uma vida cheia de aventura". IGN também o listou entre os melhores animes da década de 2010.